# نوبوهیرو تاکدا
نوبوهیرو تاکدا (به انگلیسی: Nobuhiro Takeda) بازیکن فوتبال اهل ژاپن و عضو تیم ملی فوتبال ژاپن است که در تاریخ ۰۸ آوریل ۱۹۸۷ میلادی اولین بازی ملی‌اش را انجام داد. او در ۱۸ بازی ملی حضور داشت و آخرین بازی ملی خود را در تاریخ ۳ اکتبر ۱۹۹۴ میلادی انجام داد. نوبوهیرو تاکدا در بازی‌های ملی‌اش
۱ گل به ثمر رساند.